# Cinnamomum tonkinense
Cinnamomum tonkinense (Lecomte) A.Chev. – gatunek rośliny z rodziny wawrzynowatych (Lauraceae Juss.). Występuje naturalnie w północnym Wietnamie oraz południowych Chinach (w południowo-wschodniej części Junnanu). 

## Morfologia
PokrójZimozielone drzewo dorastające do 30 m wysokości. Kora ma brązowoszarawą barwę. Młode pędy są owłosione.
LiścieNaprzemianległe lub prawie naprzeciwległe. Mają kształt od podłużnego do podłużnie owalnego. Mierzą 8–12 cm długości oraz 3,5–5 cm szerokości. Są skórzaste, lekko owłosione od spodu. Nasada liścia jest klinowa. Blaszka liściowa jest o krótko spiczastym wierzchołku. Ogonek liściowy jest nagi i dorasta do 5–15 mm długości.
KwiatySą niepozorne, obupłciowe, zebrane w gęste i silnie rozgałęzione wiechy o owłosionych i szarawych osiach, rozwijają się w kątach pędów lub na ich szczytach. Kwiatostany dorastają do 3–6 cm długości, podczas gdy pojedyncze kwiaty mają długość 5 mm. Są owłosione i mają białą barwę.
OwoceMają jajowaty kształt, osiągają 1–2 mm długości i 9 mm szerokości, mają zielony kolor, później przebarwiając się na czarno.

## Biologia i ekologia
Rośnie w wilgotnych wiecznie zielonych lasach. Występuje na wysokości od 1000 do 1800 m n.p.m. Kwitnie od kwietnia do maja, natomiast owoce dojrzewają w październiku.